# アイスランド人
アイスランド人（アイスランドじん、アイスランド語: Íslendingar）は、アイスランドに住んでいる北ゲルマン系民族の人々である。

## 概要
主に、ノルウェー、デンマークなどの北方ゲルマン民族がヴァイキングとしてアイスランドに上陸、定住した人々のことをいう。その他アイスランドに先住していたアイルランド人や昔、定住した人々も含まれる。
歴史記録と遺伝子分析から、アイスランド入植者の男性の60-80％の男性はノース人起源（ノルウェー西部発祥）で、女性はほぼ同様の割合がアイルランドとスコットランドのゲール人起源であることが示されている。

## 歴史
元々アイスランドには先住民族はいなかった。地層を調べても、最古の遺跡の地層が見つかるのは植民が行われた時代の「植民層」と呼ばれる地層のごく近くとなっている。古代の文献では、最初にアイスランドに上陸したのは、アイルランド人修道士であったと言われる。本格的な定住は、870年頃、ヴァイキング時代の北方ゲルマン人（ノルマン人）が最初で、アイルランド人奴隷とともに定住したとされている（ヴァイキングは、ケルト系アイルランド人を奴隷や召使いとして同行させた）。中世の歴史記録者、アリ・ソルギルスソンによると、860年頃からノルマン人が島に移ってくると、先住していたアイルランド人修道士(en)たちがアイスランドを去ったが、彼らはこの新しく移住してきた異教徒(en)との共生に耐えられなかったとしている。アイルランド人はアイスランドにおいて少数となり、以後はノルマン人の植民によって、アイスランド人が形成されていくことになった。

## 遺伝子
アイスランド人のY染色体は、ハプログループR1bが41.44％、ハプログループIが34.25％、ハプログループR1aが23.76％である。
今日アイスランド人の殆どのDNA系統がアイスランドの入植時まで遡り、それ以降の移民は比較的少ないことが示されている。アイスランドの入植者は、アイルランド、スコットランド、スカンジナビアにルーツを有することが遺伝子から示された。ミトコンドリアDNA（母系祖先）は62％がスコットランドとアイルランド由来（残りの殆どはスカンジナビア由来）、Y染色体（父系祖先）は75％がスカンジナビア由来（残りの殆どはアイルランドとブリテン諸島由来）である 。